# Agelasta perakensis
Agelasta perakensis är en skalbaggsart som beskrevs av Stefan von Breuning 1968. Agelasta perakensis ingår i släktet Agelasta och familjen långhorningar. Inga underarter finns listade i Catalogue of Life.